# 中国驻奥克兰总领事馆
中华人民共和国驻奥克兰总领事馆（英語：Consulate-General of the People's Republic of China in Auckland），简称中国驻奥克兰总领事馆，是中华人民共和国派驻新西兰奥克兰大区奧克蘭的最高级别外交机构。领区包括奥克兰市、怀卡托地区和北部地区。

## 机构设置
中国驻奥克兰总领事馆设置下列机构：
- 政治处
- 领侨处
- 文教处
- 经商处